# Rogerio Frugardi

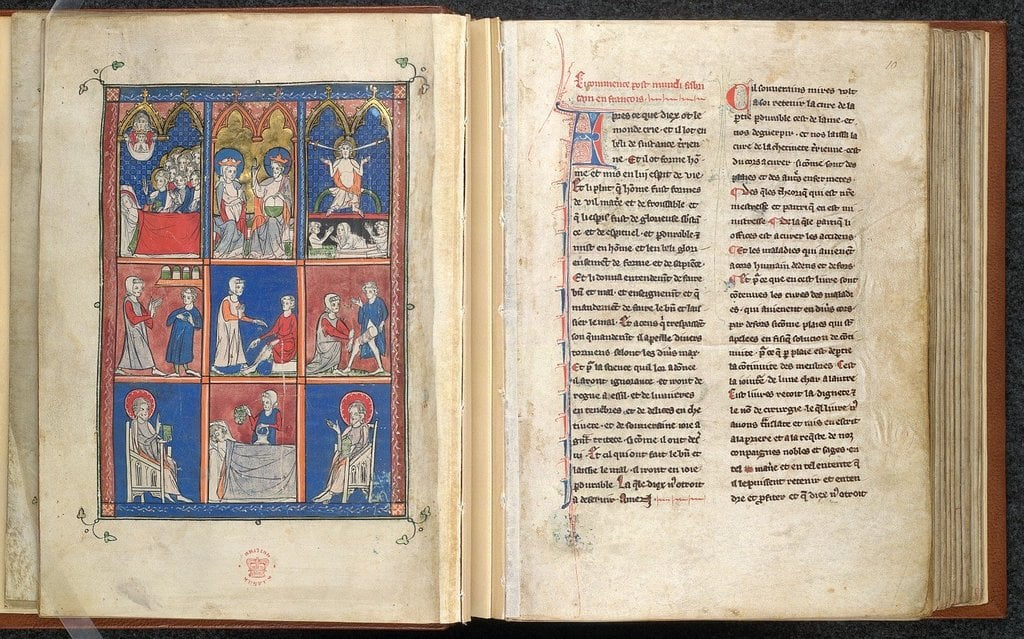
Trabajo sobre medicina titulado "La práctica de la cirugía".

Rogerio Frugardi o Rogerius (antes de 1140 - 1195), hijo de Frugardo de Parma , fue un cirujano que practicó el arte médico en la Escuela Médica Salernitana (existente desde el siglo IX y pionera de la anatomía y el estudio de la cirugía en Europa).
Frugardi escribió entre 1170 a 1180 el primer tratado en la Edad Media sobre cirugía que dominó en toda Europa, trabajo titulado "La práctica de la cirugía " (Practica Chirurgiae), también conocida como "La Cirugía del Maestro Rogerius" (Chirurgiae Magistri Rogerii). El trabajo de Rogerio es claro, breve y práctico, sin largas citas de otros autores, está ordenado anatómicamente y presentado según una sistematización patológico - traumatológica , incluyendo un breve tratamiento para cada padecimiento y fue utilizado en las nuevas universidades de Bolonia y Montpellier.
En el siglo XIII, muchas ciudades europeas exigían a los médicos varios años de estudio y formación antes de poder ejercer. La cirugía no estaba a la altura de la medicina pura, siendo una tradición artesanal, hasta que Rogerio compuso su tratado,  sentando las bases de los manuales quirúrgicos occidentales, influyendo en ellos hasta los tiempos modernos.